# Selección femenina de balonmano de China
La selección femenina de balonmano de China es la selección femenina de balonmano representativa a China.

## Historial

### Juegos Olímpicos
- 1972 - No participó
- 1976 - No participó
- 1980 - No participó
- 1984 -  Medalla de bronce
- 1988 - 6.ª plaza
- 1992 - No participó
- 1996 - 5.ª plaza
- 2000 - No participó
- 2004 - 8.ª plaza
- 2008 - 6.ª plaza
- 2012 - No participó
- 2016 - No participó
- 2020 - No participó

### Campeonatos del Mundo
- 1957 - No participó
- 1962 - No participó
- 1965 - No participó
- 1973 - No participó
- 1975 - No participó
- 1978 - No participó
- 1982 - No participó
- 1986 - 9.ª plaza
- 1990 - 8.ª plaza
- 1993 - 14.ª plaza
- 1995 - 13.ª plaza
- 1997 - 22ª plaza
- 1999 - 18.ª plaza
- 2001 - 11.ª plaza
- 2003 - 19.ª plaza
- 2005 - 17.ª plaza
- 2007 - 21ª plaza
- 2009 - 12.ª plaza
- 2011 - 21ª plaza
- 2013 - 18.ª plaza
- 2015 - 17.ª plaza
- 2017 - 22.ª plaza
- 2019 - 23.ª plaza
- 2021 - 32ª plaza

### Campeonato Asiático
- 1987 -  Medalla de plata
- 1989 -  Medalla de plata
- 1991 -  Medalla de bronce
- 1993 -  Medalla de plata
- 1995 -  Medalla de plata
- 1997 -  Medalla de plata
- 1999 -  Medalla de plata
- 2000 - 4.ª plaza
- 2002 -  Medalla de bronce
- 2004 -  Medalla de plata
- 2006 -  Medalla de plata
- 2008 -  Medalla de plata
- 2010 -  Medalla de bronce
- 2012 -  Medalla de plata
- 2015 -  Medalla de bronce
- 2017 -  Medalla de bronce
- 2018 -  Medalla de bronce
- 2021 - No participó